# Station Humlum
Station Humlum is een spoorwegstation in het Deense Humlum in de gemeente Struer. Het station ligt aan de lijn Struer - Thisted. Het stationsgebouw uit 1882 wordt niet meer gebruikt.
Het treinverkeer is beperkt. Naast 10 treinen per dag van Arriva rijden er dagelijks drie treinen van DSB.